# 힘내라!! 로보콘
힘내라!! 로보콘 (がんばれ!!ロボコン) 은 1974년 10월 4일부터 1977년 3월 25일까지 아사히 TV계열에서 전 118편이 방송된 어린이용 특촬 프로그램. 토에이 제작의 코미디 로봇 작품의 첫번째. 원작은 이시노모리 쇼타로.

## 등장인물
- 로보콘(ロボコン)

성우 야마모토 케이코
- 간츠 선생님(ガンツ先生)

성우 노다 케이이치
- 로빈(ロビン)

배우 시마다 카호
- 로보가리(ロボガリ)

성우 치지마츠 사치코
- 로보파(ロボパー)

성우 야다 코지
- 로보왈(ロボワル)

성우 나가이 이치로 키타가와 요네히코(대역)
- 로보도로(ロボドロ)

성우 오가타 켄이치
- 로보톤(ロボトン)

성우 키튼 야마다(초대) 카토 오사무(2대)
- 로보페챠(ロボペチャ)

성우 사와다 카즈코
- 로보쿠이(ロボクイ)

성우 하세 산지
- 로보푸(ロボプー)

성우 나가이 이치로
- 로보뿅(ロボピョン)

성우 사와다 카즈코
- 로보쇼(ロボショー)

성우 하세 산지
- 로보가키(ロボガキ)

성우 카토 오사무
- 로보게라(ロボゲラ)

성우 카토 오사무
- 로보메카(ロボメカ)

성우 야다 코지
- 로보이누(ロボイヌ)

성우 키모츠키 카네타(초대) 야시로 슌(2대)
- 로보카(ロボカー)

성우 키타가와 요네히코 나가이 이치로(마지막화 한정)
- 로보리키(ロボリキ)

성우 마스오카 히로시
- 로보멜로(ロボメロ)

성우 호리 준코
- 로보데키(ロボデキ)

성우 카미야 아키라 카토 오사무(마지막화 한정)
- 로보쵸이(ロボチョイ)

성우 하세 산지
- 로보페케(ロボペケ)

성우 타노나카 이사무
- 로보핀(ロボピン)

성우 나가이 이치로
- 로보장(ロボチャン)

성우 스기야마 카즈코

## 오프닝
힘내라 로보콘(がんばれロボコン) (1기)
작사: 이시노모리 쇼타로 작곡, 편곡: 키쿠치 슌스케 노래: 미즈키 이치로, 야마가미 마치코, 콜롬비아 요람회
우리들은 로보콘 로봇이다!(おいらロボコンロボットだい!) (2기)
작사: 이시노모리 쇼타로 작곡, 편곡: 키쿠치 슌스케 노래: 미즈키 이치로, 야마가미 마치코 대사: 야마모토 케이코

## 엔딩
우리들은 로봇 세계 제일(おいらロボット世界一) (1기)
작사: 야츠데 사부로 작곡, 편곡: 키쿠치 슌스케 노래: 미즈키 이치로, 콜롬비아 요람회
로보콘 온도(ロボコン音頭) (여름 한정)
작사: 야츠데 사부로 작곡, 편곡: 키쿠치 슌스케 노래: 미즈키 이치로, 야마가미 마치코, 콜롬비아 요람회
달려라!! 로보콘 운동회(走れ!!ロボコン運動会) (가을 한정)
작사: 이시노모리 쇼타로 작곡, 편곡: 키쿠치 슌스케 노래: 미즈키 이치로, 야마가미 마치코, 콜롬비아 요람회
로보콘 갓츠라콘(ロボコンガッツラコン) (2기)
작사: 야츠데 사부로 작곡, 편곡: 키쿠치 슌스케 노래: 미즈키 이치로, 야마가미 미치코